# Leonard Łukaszuk
Leonard Bolesław Łukaszuk (ur. 29 września 1930 w Glinach, zm. 13 października 2017 w Warszawie) – polski prawnik i nauczyciel akademicki, profesor nauk prawnych, wiceprezes Trybunału Konstytucyjnego (1985–1993), pułkownik Służby Bezpieczeństwa PRL.

## Życiorys

### Młodość i wykształcenie
Syn Jana i Janiny. W okresie szkolnym działał w Związku Harcerstwa Polskiego oraz w Związku Młodzieży Polskiej. Uczęszczał na kurs pedagogiczny w Centralnym Ośrodku Ministerstwa Oświaty, po czym nauczał w szkołach średnich zawodowych. W 1950 rozpoczął studia na Wydziale Prawa Uniwersytetu Marii Curie-Skłodowskiej w Lublinie. Dyplom I stopnia uzyskał w 1953. Studiował też na Uniwersytecie Warszawskim. Otrzymał uprawnienia radcy prawnego. W 1968 doktoryzował się na UW, a w 1974 habilitował na Uniwersytecie im. Adama Mickiewicza w Poznaniu. Tytuł naukowy profesora nauk prawnych otrzymał w 1985. Profesorem zwyczajnym został w 1994.

### Praca w organach bezpieczeństwa PRL
4 grudnia 1949 został członkiem Polskiej Zjednoczonej Partii Robotniczej. Był sekretarzem OOP w MSW (1957–1958) oraz II sekretarzem POP przy MSW (1958–1961). W latach 1953–1990 funkcjonariusz Komitetu ds. Bezpieczeństwa Publicznego, Ministerstwa Bezpieczeństwa Publicznego i Służby Bezpieczeństwa MSW. W latach 1954–1967 w Departamencie III MSW, od 1960 na stanowisku naczelnika. W latach 1967–1973 był wicedyrektorem gabinetu ministra spraw wewnętrznych (w czasach urzędowania ministrów Moczara, Świtały i Szlachcica). W latach 1973–1982 dyrektor Biura Prawnego MSW PRL, następnie do 1984 zastępca dyrektora Biura Organizacyjno-Prawnego MSW PRL. Od 1985 do 1990 był na niejawnym etacie zastępcy dyrektora Departamentu I MSW. Został zdekonspirowany jako funkcjonariusz MSW, a informację o tym podało m.in. Radio Wolna Europa.
W latach 1975–1985 był wykładowcą Akademii Spraw Wewnętrznych, Zakładu 2 Instytutu III.

### Działalność naukowo-dydaktyczna
Pracował w Polskim Instytucie Spraw Międzynarodowych (PISM), gdzie był kierownikiem Zakładu Prawa Międzynarodowego i Teorii Stosunków Międzynarodowych. Od 1987 współpracował z Akademią Marynarki Wojennej w Gdyni oraz szczecińskim Ośrodkiem Myśli Morskiej Stowarzyszenia „Civitas Christiana” w Szczecinie (d. PAX). Był także kierownikiem Katedry Prawa i Bezpieczeństwa Międzynarodowego w Akademii Obrony Narodowej. W 1994 podjął pracę w Instytucie Stosunków Międzynarodowych Uniwersytetu Warszawskiego, gdzie wykładał m.in. prawo morza i międzynarodową ochronę własności intelektualnej. W późniejszych latach współpracował również z PISM, Akademią Dyplomatyczną MSZ, Prywatną Szkołą Dziennikarskiej im. Melchiora Wańkowicza w Warszawie, Wyższą Szkołą Stosunków Międzynarodowych i Amerykanistyki w Warszawie.
Był autorem licznych programów nauczania, podręczników, zeszytów naukowych i studiów z dziedziny prawa morza. Uczestniczył w krajowych i zagranicznych konferencjach dotyczących tej dziedziny. Był członkiem Komitetu Nauk Prawnych PAN, Rady Naukowej Instytutu Morskiego w Gdańsku, Instytutu Zachodniego w Poznaniu (od 1971), Stowarzyszenia Prawa Międzynarodowego (ILA), American Society of International Law (ASIL).
Pod jego kierunkiem stopień naukowy doktora uzyskało 14 osób, m.in. Marek Ilnicki (1992) oraz Uri Huppert (2007).
W 1997 otrzymał Medal Komisji Edukacji Narodowej.

### Działalność legislacyjna i sędziowska
Uczestniczył w pracach legislacyjnych Sejmu, Rady Państwa i szeregu organów rządowych. Brał udział w negocjacji ponad 20 umów konsularnych i o obrocie prawnym z zagranicą.
W 1985 Sejm PRL wybrał go na członka i wiceprezesa Trybunału Konstytucyjnego, którym pozostał przez pełną kadencję do 1993, która wówczas trwała osiem lat.

## Życie prywatne
Pochowany na warszawskim cmentarzu w Pyrach. Ojciec Tomasza Łukaszuka.